# (15072) Landolt
(15072) Landolt est un astéroïde de la ceinture principale.

## Description
(15072) Landolt est un astéroïde de la ceinture principale. Il fut découvert le 25 janvier 1999 à Bâton-Rouge par Walter R. Cooney, Jr. et Patrick M. Motl. Il présente une orbite caractérisée par un demi-grand axe de 2,39 UA, une excentricité de 0,14 et une inclinaison de 5,1° par rapport à l'écliptique.

## Compléments